# Liesing (Wiedeń)
Liesing ([ˈliːzɪŋ]ⓘ) – 23 dzielnica Wiednia, znajdująca się w południowo-zachodniej części miasta. Powstała w 1938 roku, po wcieleniu Austrii do III Rzeszy, z połączenia kilku niezależnych gmin jako 25 dzielnica z 26 wtedy powstałych. Dzisiejsze granice uzyskała w latach 1954–1956.
Liesing jest piątą co do wielkości dzielnicą Wiednia (7,7% powierzchni miasta) i obejmuje obecnie:

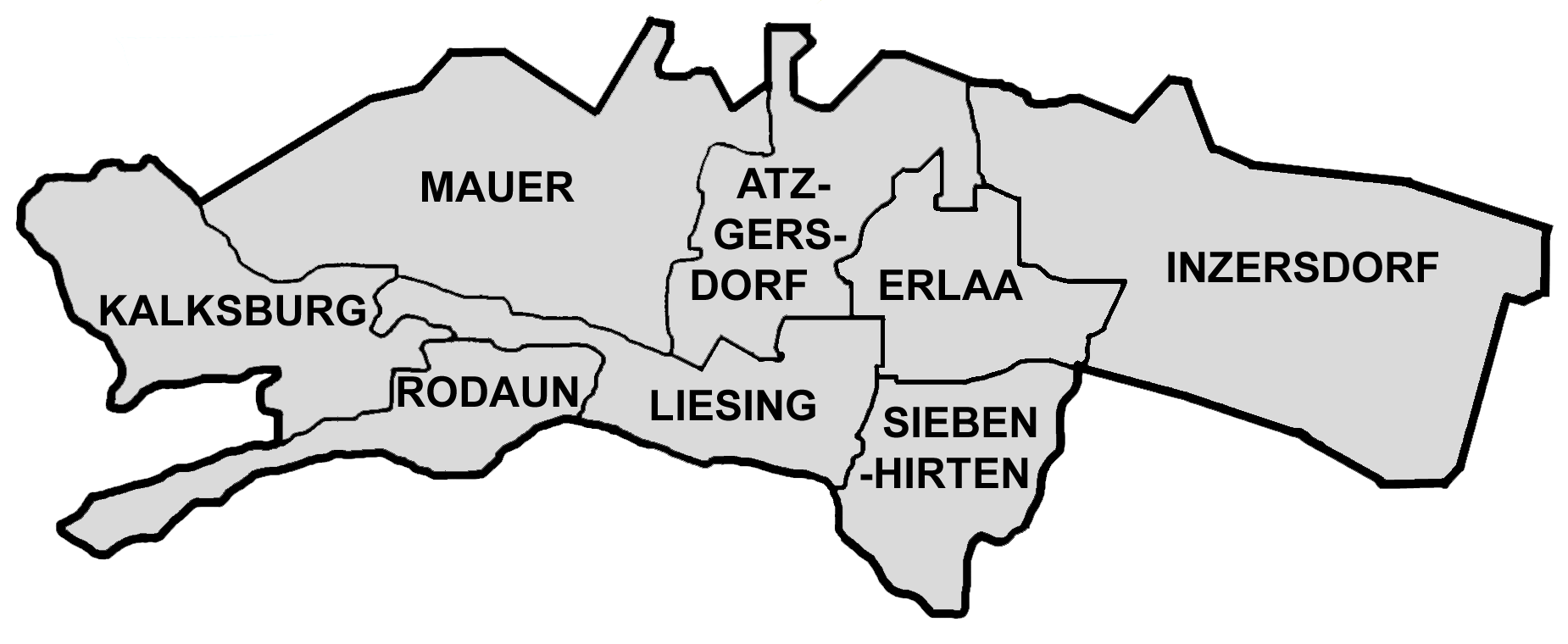
Liesing

- Atzgersdorf
- Erlaa
- Inzersdorf
- Kalksburg
- Liesing
- Mauer
- Rodaun
- Siebenhirten

## Geografia
Liesing obejmuje obszar po obu brzegach rzeki Liesing i ciągnie się od Lasku Wiedeńskiego na zachodzie aż po Kotlinę Wiedeńską na wschodzie.

## Atrakcje turystyczne
- Wotrubakirche – kościół rzymskokatolicki wybudowany z bloków betonu,

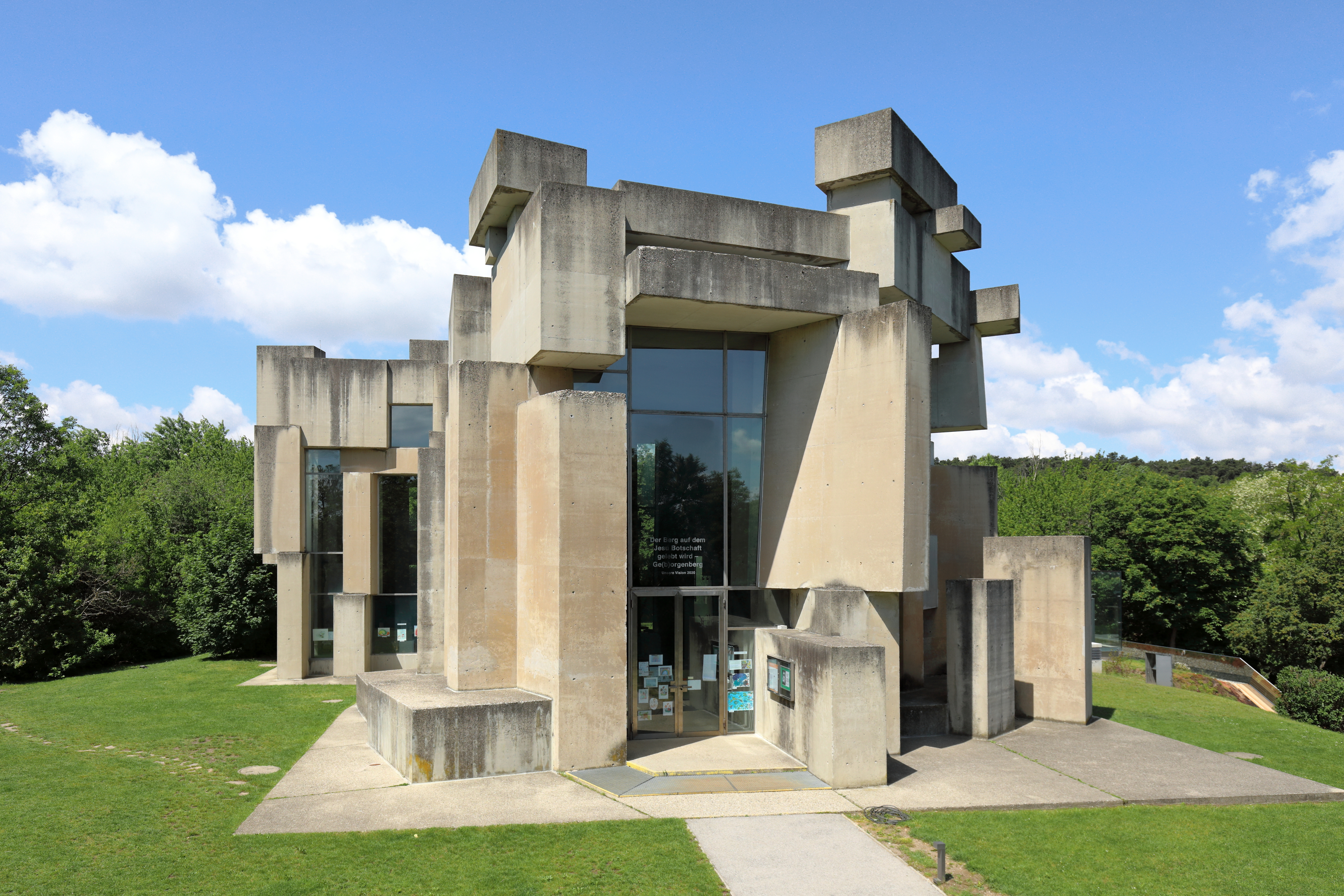
Wotrubakirche w Liesing

- pałac Alterlaa,
- Druk-Yul-Park.

## Instytucje
- Anton-Proksch-Institut – jedno z większych w Europie Centrum Leczenia Uzależnień, m.in. uzależnień od alkoholu, narkotyków, lekarstw, a także gier komputerowych czy zakupów.